# Czterej pancerni i pies
Czterej pancerni i pies ("Quattro carristi e un cane") è stata una serie televisiva polacca della seconda metà degli anni Sessanta, tratta dal libro di Janusz Przymanowski. Realizzata tra il 1966 e il 1970, la serie è composta da 21 episodi da 55 minuti ciascuno, divisi in tre stagioni. È ambientata tra il 1944 e il 1945, durante la seconda guerra mondiale, e segue le avventure di un equipaggio di carro armato, un  T-34 della I armata polacca. Il libro e la serie TV hanno raggiunto e mantengono lo status di serie cult in Polonia, nell'ex Unione Sovietica e in altri paesi del blocco orientale.
Il carro armato T-34-85 "Rudy" con il numero identificativo "102", il pastore tedesco proveniente dalla Siberia Szarik e in misura minore l'equipaggio Jan Kos, Gustaw Jeleń, Grigorij Saakaszwili, Tomasz Czereśniak e il loro comandante e mentore Olgierd Jarosz, così come altri eroi della serie, sono diventati icone della cultura popolare polacca.

## Storia
Il primo episodio della serie andò in onda su TVP il 25 settembre 1966. Fu trasmesso sempre da questa rete dal 1966 e negli anni 1969 e 1970, sebbene avesse repliche su altri canali.
La prima stagione era basata sul libro di Janusz Przymanowski Czterej pancerni i pies. Dopo la prima messa in onda dello spettacolo, la sua popolarità aumentò rapidamente, portando Przymanowski a scrivere altri due volumi.
I successivi due volumi del libro furono adattati nella seconda stagione (1969) e nella terza (1970).